# U-Bahn Changchun
Die U-Bahn Changchun (chinesisch 长春地铁, Pinyin Chángchūn Dìtiě) oder Changchun Rail Transit (chinesisch 长春轨道交通, Pinyin Chángchūn guǐdào jiāotōng) ist das U-Bahn-System der chinesischen Millionenstadt Changchun. Mit der Stadtbahnlinie 3 wurde die erste Strecke am 30. Oktober 2002 eröffnet. Es umfasst Ende 2022 fünf Linien, die 106,9 Kilometer Länge und 93 Stationen haben. Ein Ausbau auf 10 Linien mit insgesamt 460 Kilometern Länge ist geplant.

## Linien

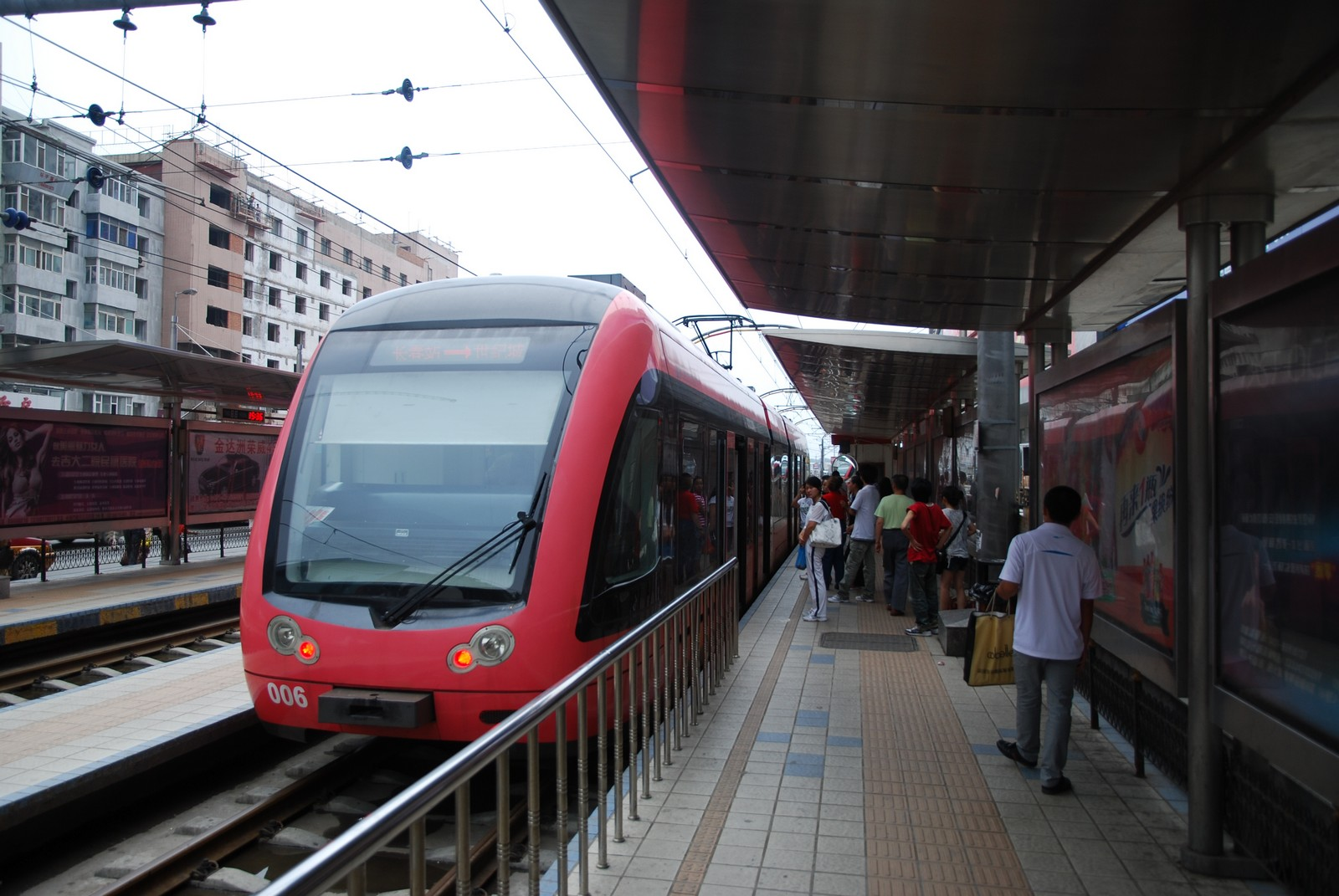
Stadtbahnwagen der Linie 3 an der Station Bahnhof Changchun

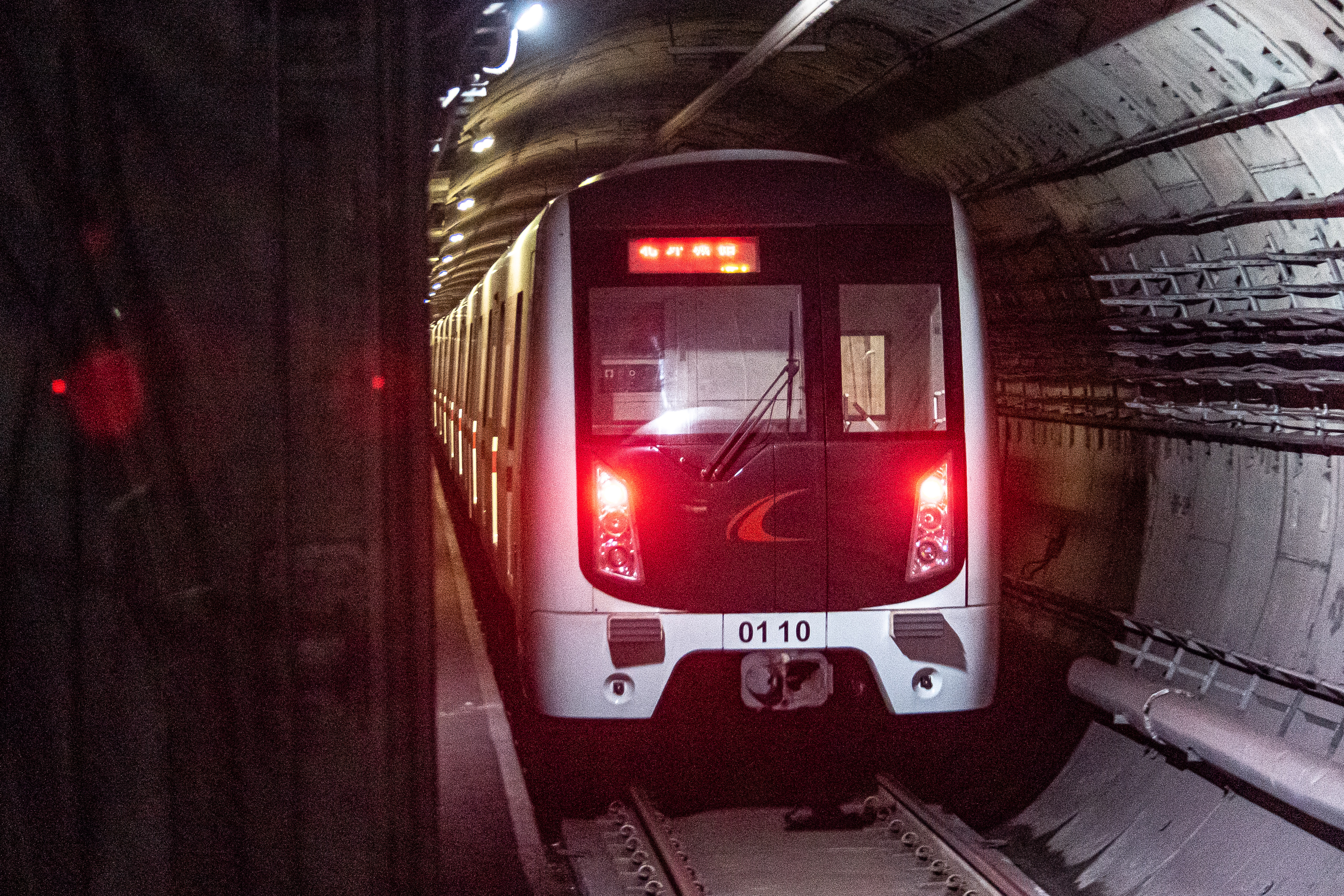
Metrolinie 1

- Die Linie 1 verläuft von Norden nach Süden durch das Stadtgebiet. Der südliche Abschnitt wurde im Juni 2017 eröffnet, der nördliche Abschnitt im Januar 2019. Sie hat eine Länge von 18,1 Kilometern und 15 Stationen. Eine Verlängerung nach Süden wurde im Jahre 2015 genehmigt.[1]
- Die Linie 2 verläuft von Westen nach Osten durch das Stadtgebiet. Der Baubeginn und die Investition von 12,8 Milliarden Yuan wurden im September 2012 von der Staatlichen Kommission für Entwicklung und Reform freigegeben,[2] seit 30. August 2018 ist sie auf einer Länge von 20,5 Kilometern mit 18 Stationen in Betrieb.[3] Verlängerungen an beiden Enden der Linie wurden im Jahre 2015 genehmigt.[1]
- Die erste Ausbaustufe der Linie 3 wurde im Oktober 2002 eröffnet. Sie hatte damals eine Länge von 14,7 Kilometern und 17 Stationen. Es handelt sich hierbei um eine Stadtbahnlinie (Light Rail) auf eigenem Gleiskörper, die halbkreisförmig um das Stadtzentrum verläuft. Mit Ausnahme eines Tunnelabschnitts mit einem Kilometer Länge verlief sie oberirdisch. Im Jahre 2006 wurde eine Verlängerung dieser Linie eröffnet, wodurch sie um 17 Kilometer und 16 Stationen erweitert wurde. Die Verlängerung ist zur Gänze aufgeständert trassiert.[3]
- Linie 4 wurde im Juni 2011 eröffnet und im Mai 2012 erweitert. Sie verläuft vom Bahnhof Changchun in Richtung Süden durch die Stadt und wird mit Straßenbahnfahrzeugen betrieben. Der nördliche Abschnitt verläuft im Tunnel, abgesehen davon ist die Linie aufgeständert. Sie hat eine Länge von 18,7 Kilometern und 15 Stationen (Stand Sommer 2019).[3]
- Linie 8 wurde am 30. Oktober 2018 eröffnet. Hierbei handelt es sich um eine aufgeständerte Straßenbahnlinie, mit 12 Stationen und einer Länge von 13,3 Kilometern.[3] Sie ist eine Verlängerung der Linie 1 in Richtung der nördlichen Außenbezirke.

## Ausbaupläne
Am 30. November 2018 genehmigte die Staatliche Kommission für Entwicklung und Reform Ausbaupläne bis 2025 für die U-Bahn Changchun, denen zufolge das Streckennetz auf zehn Linien und 460 Kilometer Gesamtlänge anwachsen soll. Von den zehn Linien sollen acht im Innenstadtbereich verlaufen, zwei sollen die Außenbezirke an den Stadtbereich anbinden. Im Detail sehen die Pläne folgende Maßnahmen vor:
- Linie 2 soll um 9,1 Kilometer und fünf Stationen in Richtung Osten verlängert werden. Dafür werden 5,1 Milliarden Yuan budgetiert und sechs Jahre Bauzeit vorgesehen. Sie soll mit 6-teiligen Fahrzeugen des Types B und einer Höchstgeschwindigkeit von 80 km/h betrieben werden.
- Linie 3 soll um 3 Kilometer und zwei Stationen in Richtung Süden verlängert werden. Dafür werden 839 Millionen Yuan budgetiert und vier Jahre Bauzeit vorgesehen. Sie soll mit 3-teiligen Fahrzeugen des Types C in Doppeltraktion und einer Höchstgeschwindigkeit von 70 km/h betrieben werden.
- Linie 4 soll um 4 Kilometer und sechs Stationen in Richtung Süden verlängert werden. Dafür werden 2,01 Milliarden Yuan budgetiert und vier Jahre Bauzeit vorgesehen. Sie soll mit 3-teiligen Fahrzeugen des Types C in Doppeltraktion und einer Höchstgeschwindigkeit von 70 km/h betrieben werden. Langfristig soll auf Dreifachtraktion ausgebaut werden.
- Ausbaustufe 1 der Linie 5 wird mit 19,5 Kilometern Länge und 18 Stationen gebaut. Dafür werden 15,4 Milliarden Yuan budgetiert und sechs Jahre Bauzeit vorgesehen. Sie soll mit 6-teiligen Fahrzeugen des Types B und einer Höchstgeschwindigkeit von 80 km/h betrieben werden und durchschneidet die Stadt von Südwesten nach Nordosten.
- Linie 6 mit 29,7 Kilometern Länge und 22 Stationen wird gebaut, dafür werden 19,5 Milliarden Yuan budgetiert und fünf Jahre Bauzeit vorgesehen. Sie soll mit 6-teiligen Fahrzeugen des Types B und einer Höchstgeschwindigkeit von 80 km/h betrieben werden und verläuft tangential durch die Stadt von Osten in Richtung Südwesten.
- Linie 7 mit 22,5 Kilometern Länge und 19 Stationen wird gebaut, dafür werden 15,6 Milliarden Yuan budgetiert und fünf Jahre Bauzeit vorgesehen. Sie soll mit 6-teiligen Fahrzeugen des Types B und einer Höchstgeschwindigkeit von 80 km/h betrieben werden und durchläuft die Stadt von Westen nach Nordosten.
- Die Flughafenlinie mit 28,2 Kilometern Länge und acht Stationen wird gebaut, dafür werden 12,6 Milliarden Yuan budgetiert und sechs Jahre Bauzeit vorgesehen. Sie soll mit 4-teiligen Fahrzeugen des Types B und einer Höchstgeschwindigkeit von 120 km/h betrieben werden. Langfristig soll auf 6-teilige Fahrzeuge ausgebaut werden. Sie verbindet den Nordosten des Stadtgebietes mit dem weiter nordöstlich gelegenen Flughafen und stellt praktisch eine Verlängerung der Linie 2 dar.[4][5]

## Straßenbahn

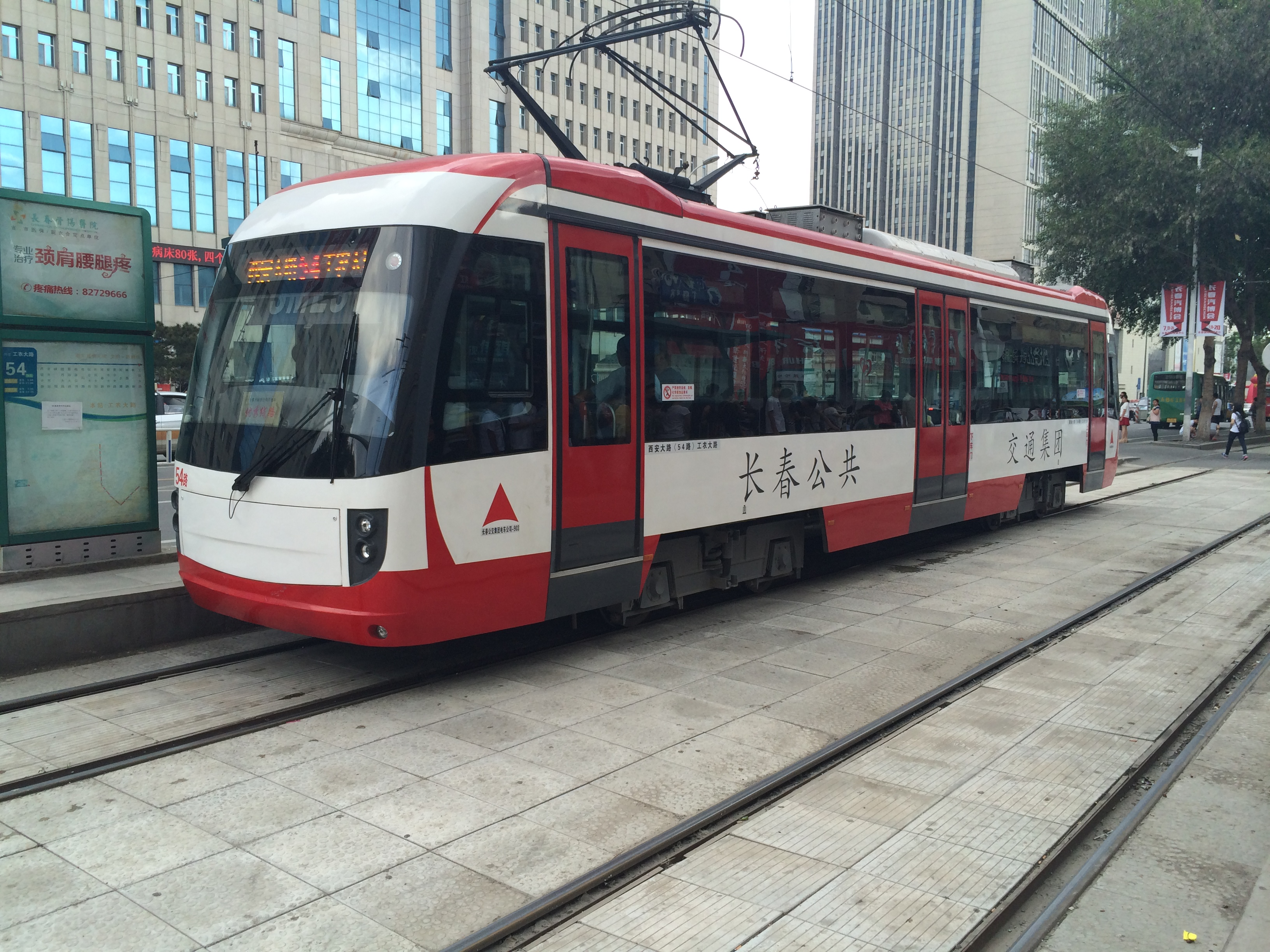
Straßenbahn der 900-Serie

In Changchun hat mit der 7,6 Kilometer langen Linie 54 eine Straßenbahnlinie der ersten Generation überlebt. Im Jahr 2014 wurde die abzweigende Linie 55 eröffnet und 2016 zum Westbahnhof erweitert.